# Hymenophyllum andinum
Hymenophyllum andinum là một loài dương xỉ trong họ Hymenophyllaceae. Loài này được Bosch mô tả khoa học đầu tiên năm 1859.